# جوزف ئی. مک‌دونالد
جوزف ئی. مک‌دونالد (به انگلیسی: Joseph E. McDonald) سناتور سابق عضو حزب دموکرات ایالات متحده آمریکا بود. وی در سال ۱۸۷۵ تا ۱۸۸۱ میلادی سناتور ایالت ایندیانا در سنای ایالات متحده آمریکا بود.